# Cleora callicrossa
Cleora callicrossa är en fjärilsart som beskrevs av Edward Meyrick 1889. Cleora callicrossa ingår i släktet Cleora och familjen mätare. Inga underarter finns listade i Catalogue of Life.